# JUSTICE (徳永英明のアルバム)
『JUSTICE』（ジャスティス）は德永英明6枚目のスタジオ・アルバム。1990年10月9日発売。

## 概要
『REALIZE』以来のオリジナル・アルバム。TBSテレビ系ドラマ『都会の森』主題歌で先行シングルの「壊れかけのRadio」を収録。
「REALIZE」から本作発売の間に発売されたシングル「夢を信じて」、「Myself 〜風になりたい〜/心のボール」両A面「心のボール」は未収録。
初盤CDは三方背BOXパッケージ仕様、豪華ブックレットが封入された。

## チャート成績
オリコンチャート1位を獲得した。

## 収録曲
作詞（特記以外）・作曲：德永英明
作詞：篠原仁志（1,6）秋谷銀四郎（5,8,9）
編曲：瀬尾一三（特記以外）国吉良一（6）
1. NEWS
2. 壊れかけのRadio
  - 10枚目のシングル。
3. MYKONOS
4. 帰れない二人
5. 想い出にかわるまで
6. 道標
  - 「壊れかけのRadio」カップリング曲
7. 雨が降る
8. Be nude
9. CRESCENT GIRL
10. JUSTICE